# جفت‌سم‌سانان
جُفت‌سُم‌سانان (Artiodactyla)، راسته‌ای از جانوران پستاندار هستند. تاکنون در حدود ۲۷۰ گونهٔ خشکی زی از جانوران این راسته شناسایی شده‌اند. همچنین تعدادی از گونه‌های آبزی مانند دلفین‌ها و نهنگ‌ها به خاطر داشتن منشا تکاملی یکسان عضو این راسته به‌شمار می‌آیند.
تعداد زیادی از جانوران این راسته، دارای اهمیت علمی، اقتصادی و فرهنگی برای انسان‌ها هستند. نمونه‌هایی از جانوران جُفت‌سُم‌سان عبارت اند از: گاو، گوسفند، بز، اسب آبی، زرافه، آهو، گوزن، شتر، خوک، لاما و گراز.

## ویژگی‌های عمومی
در اکثر آن‌ها هرکدام از دست و پاها دارای دو انگشت مساوی است. ناخن‌ها به صورت سم درآمده است. اکثر گونه‌های این راسته (در ایران به استثنای خانواده گراز) شاخ‌های بلندی دارند یا آثاری از آن بر روی جمجمه به چشم می‌خورد. دندان‌های آسیا و پیش‌آسیای جفت‌سم‌سانان برای جویدن و نرم کردن مواد گیاهی مناسب‌اند. در فک بالای اکثر گونه‌های این راسته. دندان پیشین و نیش دیده نمی‌شود و به جای آن‌ها لایه غضروفی شکلی وجود دارد که برای گرفتن و کندن علوفه استفاده می‌شود.

## طبقه‌بندی
- جفت سمان:
  - گرازان
    - آب اسبان
    - آب بازسانان
    - گرازواران

  - هلال دندانان
  - پینه پاسانیان
  - نشخوارکنندگان
  - نشخوارکنندگان شاخ دار
  - گاوسانان
  - موش گوزنان
  - زرافگان
  - گوزن واران
    - مُشک داران
    - شاخ چنگالیان
    - گوزنان